# Mauerstraße (Berlin)
Die Mauerstraße ist eine Straße im Berliner Ortsteil Mitte. Am nördlichen Ende mündet sie in die Behrenstraße, am Zietenplatz bzw. der Mohrenstraße knickt sie zweimal kurz ab und südlich endet sie kurz vor der Friedrichstraße in der Schützenstraße. In der Mauerstraße befinden sich vornehmlich Geschäfts- und Bankhäuser sowie Amtsgebäude.
Der Straßenname hat keinen Bezug zur Berliner Mauer (siehe unten).

## Geschichte
Der Architekt Jean de Bodt plante, die Friedrichstadt mit einer Mauer und Festungswerk zu umgeben. Die Mauerlinie wurde auch abgesteckt, die Mauer jedoch nicht mehr errichtet, da die Bebauung der Straße, die um 1720 entstanden war, schon zu weit fortgeschritten war. Dennoch erhielt sie ihren Namen nach den ursprünglichen Gestaltungsplänen.
Mit Erweiterung der Friedrichstadt wurde das Areal südlich der Leipziger Straße zwischen der Mauer- und der Wilhelmstraße in der Zeit von 1732 bis 1738 bebaut. Als nach der deutschen Reichsgründung im Jahr 1871 ein wirtschaftlicher Aufschwung einsetzte, wurden die Hausgärten, die sich im Blockinnenbereich befanden, zum Bauland. Um 1900 waren die älteren Wohngebäude fast vollständig von Geschäfts- und Dienstleistungsbauten verdrängt. Das Ensemble der Häuser Mauerstraße 12 und 69–94 veranschaulicht den Prozess der städtebaulichen Entwicklung über anderthalb Jahrhunderte.

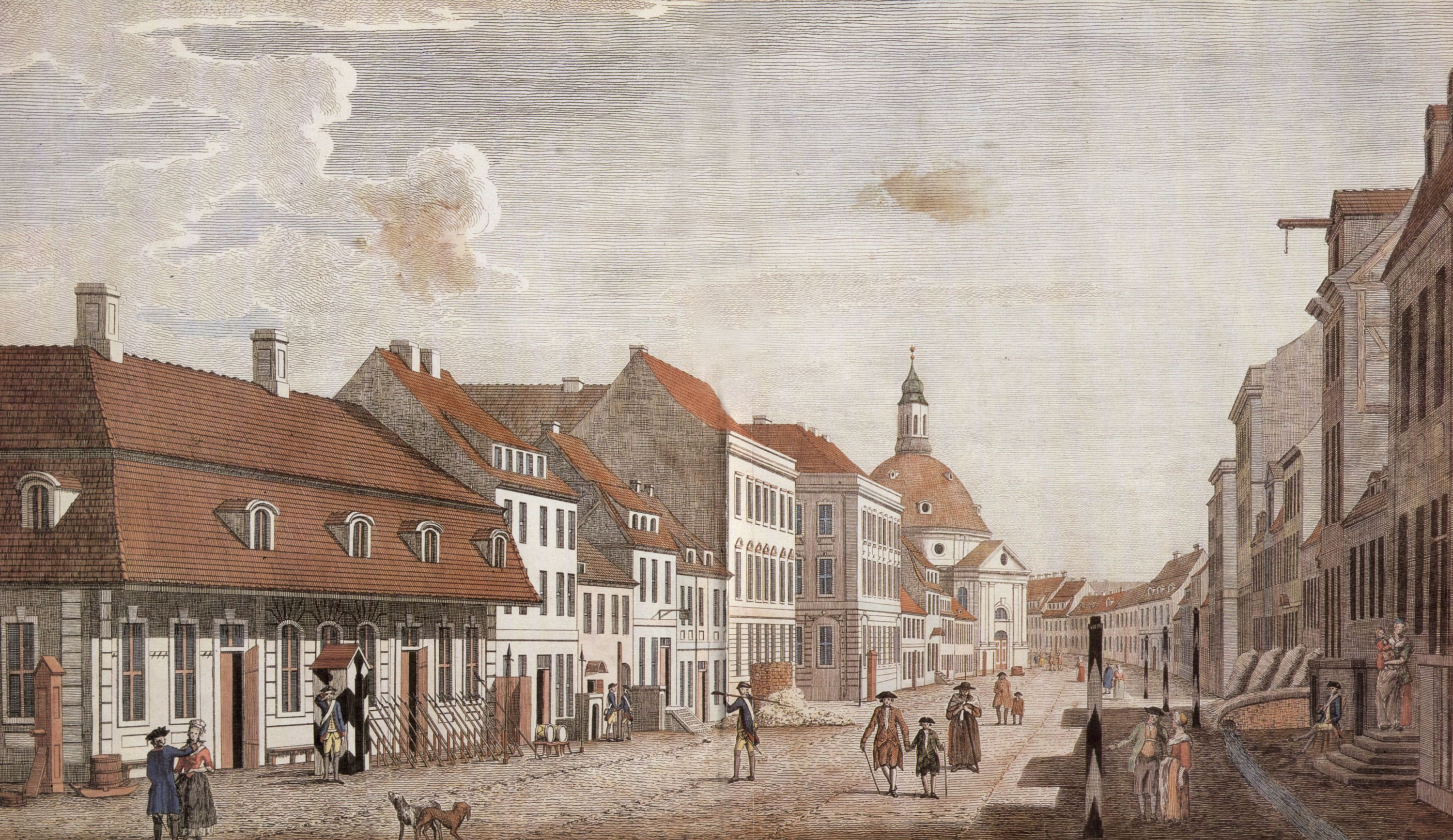
Mauerstraße mit Bethlehemskirche, um 1780

Dem Zweiten Weltkrieg fielen unter anderem die Dreifaltigkeitskirche und die Bethlehemskirche zum Opfer.
Die Dreifaltigkeitskirche war 1737 bis 1739 nach Plänen von T. Favre gebaut worden. Vorbild war die Bethlehemskirche, auch Böhmische Kirche genannt. Der runde barocke Zentralbau wurde 1885/1886 mit einer neobarocken Vorhalle samt Sakristei und Taufkapelle versehen. Am 23. November 1943 brannte die Kirche infolge eines Luftangriffes der Alliierten aus. Die Ruine wurde zum Luftschutzbunker umfunktioniert und erlitt während der Straßenkämpfe im Mai 1945 weitere Schäden. 1947 wurden die Umfassungsmauern der einstigen Kirche gesprengt.

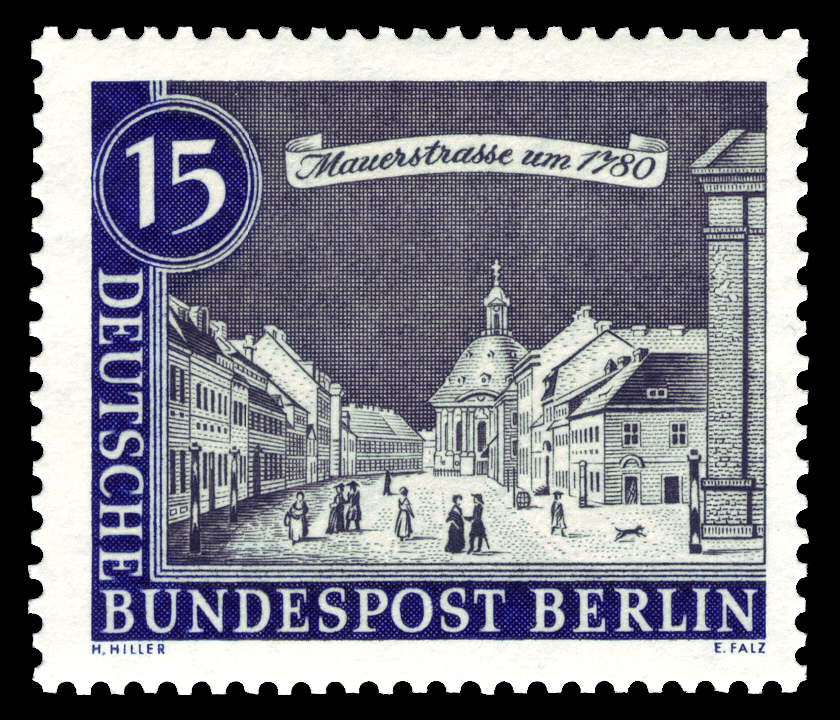
Mauerstraße um 1780 auf einer Briefmarke der Deutschen Bundespost Berlin von 1963

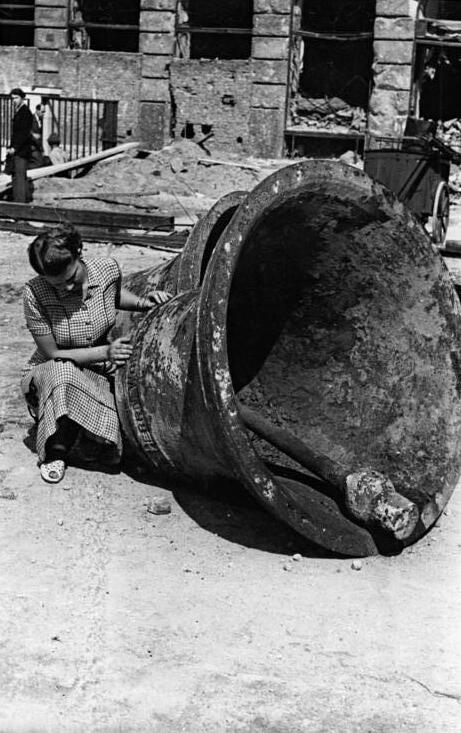
Eine Kirchenglocke auf dem Thälmannplatz, dem einstigen Wilhelmplatz, 1950

Die Bethlehemskirche bzw. Böhmische Kirche war nur unwesentlich älter. Sie wurde von 1735 bis 1737 von Friedrich Wilhelm Diterichs errichtet. Ihren zweiten Namen trug sie, weil sie für die aus religiösen Gründen aus ihrer Heimat ausgewanderten Böhmen vorgesehen war. Sie hatte einen kreisrunden Umriss mit einem Durchmesser von etwa 15 Metern mit angebauten Kreuzarmen. Im östlichen, halbkreisförmigen Kreuzarm befanden sich Altar und Kanzel, auf der Westseite Sängerempore und Orgel. Insgesamt war die Bethlehemskirche 37,90 Meter hoch; sie besaß zwei Glocken. Nach der Zerstörung im Krieg wurde sie abgetragen. Später wurde ihr Grundriss als Bodendenkmal mit farbigen Pflastersteinen auf dem 1999 nach der Kirche benannten Bethlehemkirchplatz festgehalten.

## Bauten und Sehenswürdigkeiten
- In der Mauerstraße 11 befindet sich die Bulgarische Botschaft.
- Das Haus Mauerstraße 15 sollte in den 1990er Jahren zugunsten eines Bauprojekts, des Diplomaten-Centers auf dem Areal Mauer-, Kronen-, Friedrich- und Leipziger Straße, abgerissen werden. Einem Gutachten aus dem Jahr 1990 nach hatte das spätestens 1860 gebaute Haus allerdings als einzigartig zu gelten und wurde als das letzte seiner Art in der Berliner Innenstadt angesehen. Das fünfgeschossige Gebäude mit den beiden Seitenflügeln hatte eine gesonderte Wendeltreppe für die Dienstboten und offene Galerien, die die Seitenflügel miteinander verbanden. 1994 wurde es vorläufig unter Schutz gestellt, um den Abriss zu verhindern.[4] Anhand der Untersuchungen des Bauholzes ging man 1995 davon aus, dass die unteren drei Geschosse von 1750 stammten und die oberen später aufgesetzt wurden.[5] Im Juli desselben Jahres wurde das Haus innerhalb eines einzigen Tages abgerissen. Die Schuld wurde der Baustadträtin Dorothee Dubrau zugewiesen, die die Abrissgenehmigung erteilt hatte.[6]
- Das Gebäudeensemble Mauerstraße 16–24 ist denkmalgeschützt. Die Wohn- und Geschäftshäuser südöstlich der Anlagen der Deutschen Bank stammen aus der Zeit zwischen 1841 und 1890. Das Gebiet ist der letzte Zeuge für die am Ende des 19. Jahrhunderts übliche Nutzungsmischung in der nördlichen Friedrichsstadt.[7]
- Das Haus Mauerstraße 22, Eckhaus zur Taubenstraße aus dem Jahr 1853, heute als Bürohaus genutzt, ist denkmalgeschützt. Das klassizistische Gebäude wurde für den Kaufmann Theodor Gustav Eduard Bote als Mietshaus errichtet. Es wurde im Krieg stark beschädigt, verlor in den 1950er Jahren seinen originalen Dachstock und wurde im Jahr 2002 saniert. Es siegte 2003 beim Fassadenwettbewerb des Landesinnungsverbandes Berlin-Brandenburg der Maler und Lackierer in seiner Kategorie.[8]
- Das Haus Mauerstraße 23 aus dem Jahr 1841,[9] mit einer Gewerbeeinheit im Erdgeschoss und sieben Wohnungen auf vier Etagen, ist denkmalgeschützt. Errichtet für den Schneidermeister Johann Heinrich Simon Metz, wurde das Mietshaus im Jahr 1873 umgebaut.
- Die Gebäude der Deutschen Bank in der Mauerstraße 25–32 sind denkmalgeschützt. Sie gehören zusammen mit den beiden anderen Quartieren der Deutschen Bank in der Mauerstraße 39–42. Sie dokumentieren den Wandel der barocken Friedrichstadt zu einer monumentalen Geschäftsstadt. Die Deutsche Bank wurde 1910 zum größten Geldinstitut Deutschlands und war 1914 kurzzeitig die kapitalstärkste Bank der ganzen Welt. Sie wurde 1870 gegründet und hatte ihre Räumlichkeiten zunächst in dem Haus Mauerstraße 29 / Französische Straße 68. Dann wurde das Haus Behrenstraße 9/10 der Unionsbank angekauft. 1882 wurde Wilhelm Martens mit der Planung für die Neu- bzw. Umbauten der Deutschen Bank beauftragt. Er ersetzte noch im selben Jahr das Stammhaus durch einen Neubau und veränderte das Bauwerk in der Französischen Straße 66/67. Zwischen 1896 und 1902 wurde der östliche Teil des bisherigen barocken Wohnquartiers komplett überbaut, wobei auch die Fassade der Behrenstraße 9/10 diesem Neubau angeglichen wurde. Der Komplex war drei Stockwerke hoch und in der Art italienischer Renaissancepaläste gestaltet. 1921 und 1922 erhielt er ein weiteres Stockwerk von Wilhelm Kimbel. Dem östlichen Baublock folgte zwischen 1908 und 1910 ein Block im südlichen Quartier. Der viergeschossige Monumentalbau mit hohem Sockelgeschoss und zwei kleinen Höfen hat einen nahezu quadratischen Grundriss. Die Hauptfront zur Mauerstraße ist geschwungen und vom italienischen Barock geprägt, wohingegen die übrigen Fassaden zunächst vom Jugendstil beeinflusst waren, heute jedoch im Stil der 1950er Jahre gestaltet sind. Die beiden Baublöcke waren zunächst durch zwei Brücken, die die Straße überspannten, verbunden. Von diesen Brücken ist nur die 1908–1910 errichtete Brücke, die über die Französische Straße führt, erhalten geblieben. Sie ist über einen Korbbogen gespannt und mit vier Atlanten, die die vier Elemente symbolisieren, geschmückt. Nach den Kriegszerstörungen erhielten die beiden Komplexe ein neues Fassadensystem von Franz Ehrlich für das Innenministerium der DDR.
- Carl Philipp Heinrich Pistor gründete in der Mauerstraße 34 seine Fabrik.[10]
- Das Königsmarcksche Palais mit der Adresse Mauerstraße 36 musste einem Bankgebäude weichen, ebenso die benachbarten Gebäude. Der Neubau in der Mauerstraße 35–38 nach Plänen von Hans Jessen bezog das 1901 von Kayser & v. Großheim errichtete Gebäude der Nordstern-Lebensversicherung mit ein. Die neobarocke rote Sandsteinfassade des Versicherungsgebäudes blieb damals erhalten. Nach Kriegszerstörungen wurde der Komplex Anfang der 1950er Jahre wieder aufgebaut, wobei alte Fassadenteile verwendet wurden.[11]
- Die Gebäude der Deutschen Bank in der Mauerstraße 39–42 sind denkmalgeschützt.
- Das einstige Reichsministerium für Volksaufklärung und Propaganda befindet sich in der Mauerstraße 45–52 und ist denkmalgeschützt. In der Mauerstraße 45/46 war zeitweise das Oberkommando der Schutztruppen untergebracht. Das Reichskolonialamt befand sich in unmittelbarer Nähe in der Wilhelmstraße 62.
 In mehreren Bauabschnitten ließ das Reichsministerium für Volksaufklärung und Propaganda das Palais des Prinzen Karl am Wilhelmplatz, in dem Propagandaminister Joseph Goebbels seit 1933 seinen Amtssitz hatte, in der Mauerstraße 45–52 erweitern. Die Planungen stammten von Karl Reichle. Das barocke, von Karl Friedrich Schinkel klassizistisch umgebaute Prinzenpalais wurde im Zweiten Weltkrieg zerstört, die Anlage an der Mauerstraße aber überstand den Krieg mit wenigen Einbußen. Sie besitzt eine symmetrisch gestaltete Fassade, die Baukörper sind laut Berliner Denkmaldatenbank „bis zur Starrheit“ vereinheitlicht. Von den Nachbarbauten wurde die Anlage durch Zurückversetzen hinter die Baufluchtlinie und zwei Pylone abgesetzt. Nach dem Krieg fehlte die marmorne Auskleidung des Gebäudes. Es wurde zeitweise durch den Deutschen Volksrat, den Vorgänger der DDR-Volkskammer, dann durch den Nationalrat der Nationalen Front der DDR genutzt. Den Umbau 1997 bis 2000 unter Erhaltung einiger überkommener Räume der Zeit des Nationalsozialismus und der DDR besorgte Josef Paul Kleihues. Das Gebäude ist heute Sitz des Bundesministeriums für Arbeit und Sozialordnung.[12]
- Das Kleisthaus in der Mauerstraße 53 ist denkmalgeschützt. Das Bankhaus von der Heydt & Co. wurde 1912–1913 von Bodo Ebhardt errichtet und nach einem Vorgängerbau, den Heinrich von Kleist bewohnt hatte, benannt. Es besitzt einen Mittelrisaliten, der von einem Giebel mit ionischen Kolossalpilastern gekrönt ist. Die drei Obergeschosse über der Rustikazone sind mit Muschelkalk verkleidet und mit figürlichem Schmuck versehen. Georg Kolbe schuf die Reliefplatte mit Kleists Profil und die Amazone, die die Fassade schmücken. Das Kleisthaus stand ursprünglich im Vergleich zu den Nachbargebäuden um einige Meter zurückversetzt hinter der Baufluchtlinie. Die Straßenerweiterung, die sich dadurch ergab, ist heute nicht mehr erkennbar, da im Jahr 1940 anstelle der alten Nachbargebäude ein Erweiterungstrakt des Ministeriums für Volksaufklärung und Propaganda noch weiter zurückversetzt errichtet wurde. Den Umbau 1997 bis 2000 plante der Architekt Josef Paul Kleihues. Er ließ den Hof des Gebäudes im Erdgeschoss überbauen und um eine Fensterachse verkürzen. Das Gebäude gehört heute zum Bundesministerium für Arbeit und Sozialordnung.[13]
- Die Plattenbau-Mietshäuser Mauerstraße 65–68 wurden in den Jahren 1989 und 1990 errichtet und enthielten rund 140 Wohnungen, die zum Teil für ausländische Diplomaten vorgesehen waren, nach Auflösung der DDR aber nicht mehr so genutzt werden konnten. Im Jahr 2002 wurde der Abriss zugunsten des neuen Stadtentwicklungskonzeptes geplant,[14] 2010 jedoch die Entkernung und Sanierung ausgeschrieben.[15]
- Das Postmuseum samt seinen Gartenanlagen in der Mauerstraße 69–75, das zwischen 1871 und 1874 nach Plänen von Carl Schwatlo erbaut und 1893 bis 1898 nach Plänen Ernst Hakes erweitert wurde, ist denkmalgeschützt. 1897 wurde in dem historistischen Bauwerk das Reichspostmuseum eröffnet. Ein großer Teil der Anlage, nicht jedoch der Erweiterungsbau Richtung Mauerstraße, wurde im Zweiten Weltkrieg zerstört. Ab 1945 beherbergte das Gebäude das Ministerium für Post- und Fernmeldewesen der DDR und das Postmuseum. Von 1958 bis 1963 erfolgte ein vereinfachter Wiederaufbau der zerstörten Teile, 1982 wurden Anbauten vorgenommen. Ab 1989 wurde die alte Gestalt des Bauwerks rekonstruiert. Seit 2000 heißt das Museum in der Anlage Museum für Kommunikation.[16]
- Das Haus Hillbrich in der Mauerstraße 76, das 1908 von Carl Mostert erbaut und 2003 saniert wurde, ist denkmalgeschützt. Die Jugendstilfassade ist mit Muschelkalkverblendungen verziert. Einst wurden Erdgeschoss und erstes Obergeschoss von der Konditorei Hillbrich genutzt. Die Berliner Redaktionen des Economist und der Financial Times nutzen heute einen Teil des Gebäudes.[17]
- Das Haus Mauerstraße 77 aus dem Jahr 1914 ist denkmalgeschützt. Es wurde nach Plänen von Wilhelm Johow für die Geschäftsfrau P. Wicke errichtet. Die Straßenfassade wurde eine klassische Pfeilerfassade gewählt, die dem Ausschnitt einer größeren Geschäftsfront ähnelt. Die Ladenzone im Erdgeschoss und im ersten Obergeschoss ist von den übrigen Stockwerken deutlich abgesetzt. Die Bürogeschosse darüber sind optisch streng vertikal gegliedert. Die Bauornamente sind klassizistisch geprägt.[18]
- Das Mietshaus in der Mauerstraße 78 und 79 vor dem Umspannwerk wurde 1883 fertiggestellt. Bauherr war die deutsche Baugesellschaft. Es genießt zusammen mit dem Umspannwerk Ensembleschutz.[19]
- Auch das Mietshaus in der Mauerstraße 80 wurde von der Deutschen Baugesellschaft 1883 fertiggestellt.[20]
- Das Umspannwerk Buchhändlerhof in der Mauerstraße 78–80, das 1885–1886 erbaut und am 22. März 1886 in Betrieb genommen wurde, ist denkmalgeschützt. Es versorgte unter anderem das Hotel Kaiserhof und die Straßenbeleuchtung Unter den Linden mit Strom. Schon 1889 wurde die Anlage vergrößert. Ab 1896 wurde die Linie Behrenstraße – Treptow der späteren Berliner Elektrischen Straßenbahnen AG von hier aus mit Gleichstrom versorgt. In den 1920er Jahren wurde ein Großteil der Anlage zu einem Abspannwerk umgebaut bzw. abgerissen. Nur die heutige Halle C stammt noch aus den frühen Jahren. Der Umbau zum Umspannwerk Buchhändlerhof war 1928 abgeschlossen. Versorgt wurden von hier aus nun der Bereich um die Friedrichstraße, der Regierungsbezirk und die Gegend um den Potsdamer und Leipziger Platz. An die Enteignungen im Zuge der Hauptstadtplanungen Albert Speers erinnern heute einige Stolpersteine vor dem Grundstück Mauerstraße 78. Das Areal wurde während des Bombenkriegs 1944 schwer beschädigt, das Umspannwerk blieb allerdings in Betrieb. Dies geschah erst während des Häuserkampfes im Frühjahr 1945. Große Teile der Gebäude wurden damals zerstört, Spuren der Kämpfe sind an den Überresten immer noch zu sehen.[21]Markthalle III, Fassadenausschnitt an der Mauerstraße 82

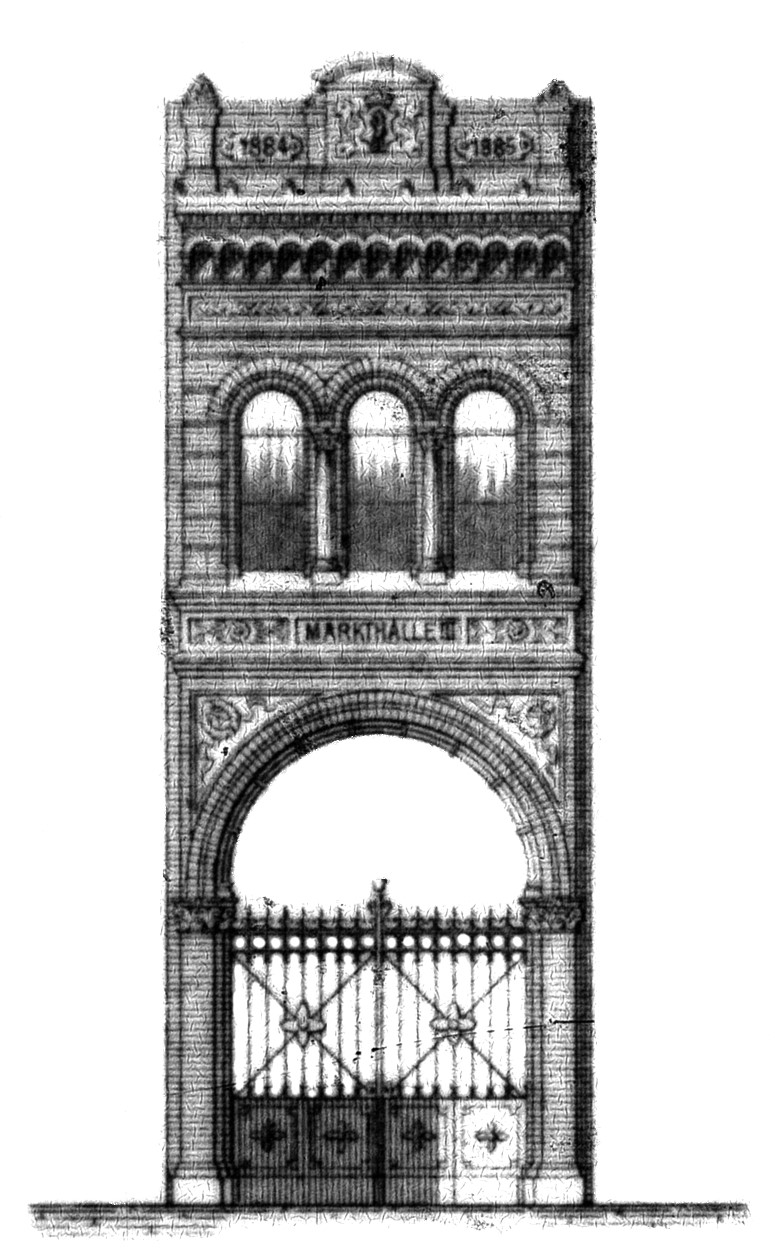
Markthalle III, Fassadenausschnitt an der Mauerstraße 82

- Die Markthalle III in der Mauerstraße 82 wurde 1882/1883 von Hermann Blankenstein gebaut, 1910 geschlossen und zum Konzerthaus Clou umgestaltet, das später aufgeteilt und umgenutzt wurde: Kriegsbedingt geschlossen, wurde aus dem Konzerthaus zunächst ein Sammellager für die Fabrikaktion. Ein großer Teil der Bauten auf dem Grundstück wurde im Zweiten Weltkrieg zerstört. Nach dem Bau der Berliner Mauer im Grenzbezirk liegend, wurde das Grundstück mit Fabrikbauten versehen[22] und zur Maschinenproduktion verwendet; bis 2006 wurde es saniert. Mittlerweile beherbergt der Bau vor allem Kunstgalerien sowie seit 2011 eine Dauerausstellung zur Geschichte der Stasi.
- Das Haus Schimming in der Mauerstraße 83/84 ist denkmalgeschützt.
- Das Haus Mauerstraße 85 aus dem Jahr 1839 ist denkmalgeschützt. Es wurde durch den Bauherrn Maler Ludwig Benjamin Grützmacher errichtet und 1862 sowie 1875 umgebaut. Ein Vorgänger des Hauses war ein zweigeschossiges Vorderhaus, das dem Schullehrer Christian Schmidt gehörte. 1835 erwarb der Schulvorsteher Friedrich Samuel Draeger das Anwesen und ließ das Wohnhaus 1839 auf vier Geschosse aufstocken. Außerdem wurde ein dreigeschossiges Seitengebäude errichtet. 1875 kam ein viergeschossiges Quergebäude hinzu. Damals gehörte das Anwesen dem Malermeister Wilhelm Schulz. Möglicherweise stammt die Fassadenbemalung des Hauses von diesem Besitzer. Sie wurde auf rotbraunem Grund ausgeführt und imitiert durch Fugenstriche und Ornamente der Neorenaissance eine Bekleidung der Fassade aus inkrustierten Tonplatten. Diese Bemalung wurde 1994 bis 1996 restauriert. Spätklassizistische Wandfassungen mit Schablonenmalerei aus derselben Zeit wie die Fassadenbemalung befanden sich im ersten Obergeschoss. 1937 übernahm die Weinhandlung und Likörfabrik Julius Kahlbaum das Haus.[23]
- Das Haus Mauerstraße 86–88, das zwischen 1895 und 1900 erbaut und 1935 umgebaut wurde, ist denkmalgeschützt. Bauherr war die Union Baugesellschaft. Der erste Eigentümer war A. Plümacher-Lüps. Ab 1934 wurde das Gebäude, in dem sich neben Geschäften auch 16 Mietwohnungen befanden, durch die Brücker & Mai GmbH zwangsverwaltet. Bis 1938 war dann die Lumen Grundstücks-GmbH als Eigentümer eingetragen.[24]
- Das Haus Mauerstraße 93 aus der Zeit um 1905 ist denkmalgeschützt. Offenbar gehörte das Grundstück schon 1904 dem Möbelhändler J. Anders, der damals ein Vorgängerbauwerk abreißen ließ. Das jetzige Gebäude stammt aus der Zeit um 1905. Es besitzt eine filigrane Pfeilerfassade mit einem Erker im ersten Obergeschoss, die aber nicht mehr den ursprünglichen Schmuck aufweist. Dagegen sind im Inneren Türen, Aufzug, Treppengeländer und Fußboden der ursprünglichen Ausstattung erhalten geblieben. Das Haus wurde als Möbelhandlung genutzt, ferner wurden offenbar auch ein bis zwei Wohnungen vermietet.[25]

Bildergalerie
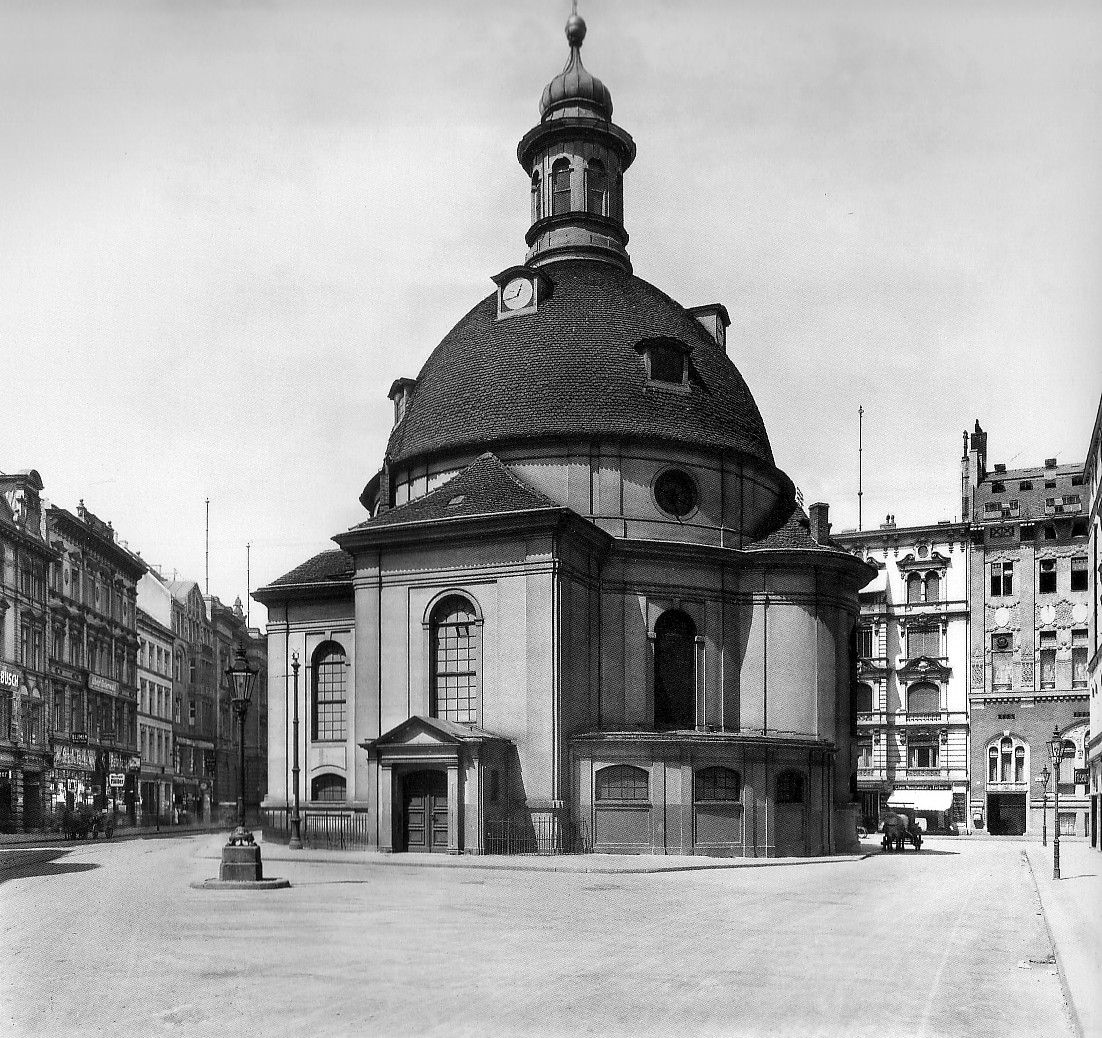
Bethlehemskirche im Jahr 1910
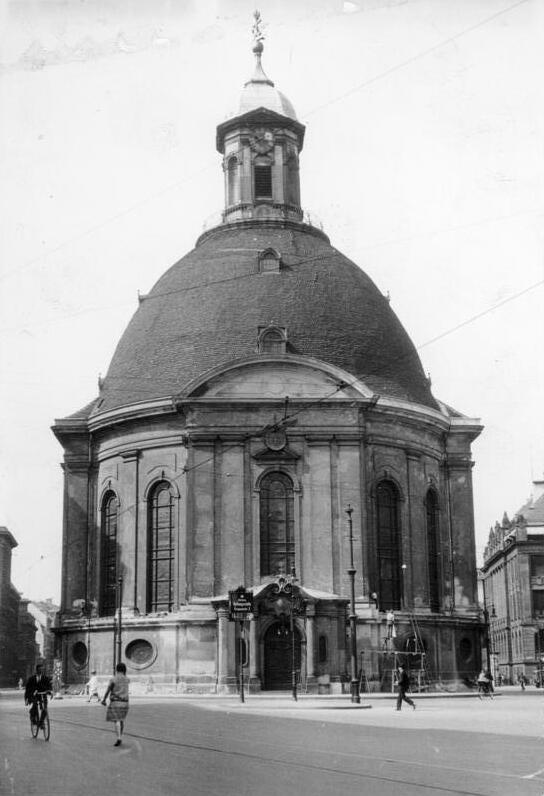
Dreifaltigkeitskirche im Jahr 1930
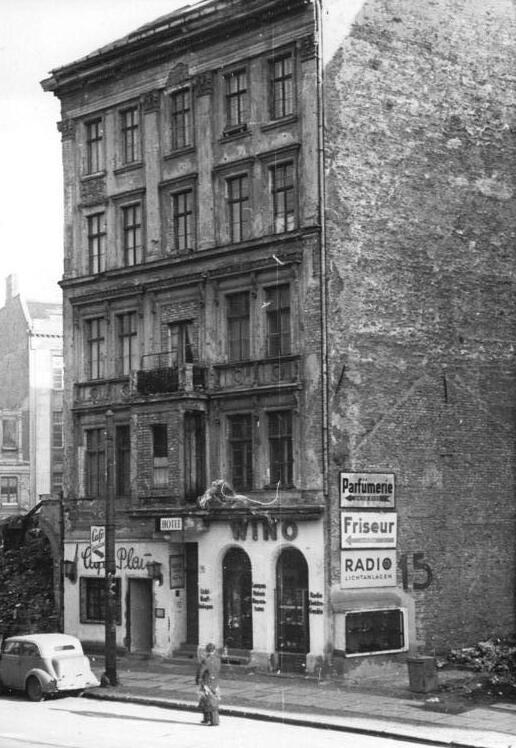
Mauerstraße 15 in den 1950er Jahren
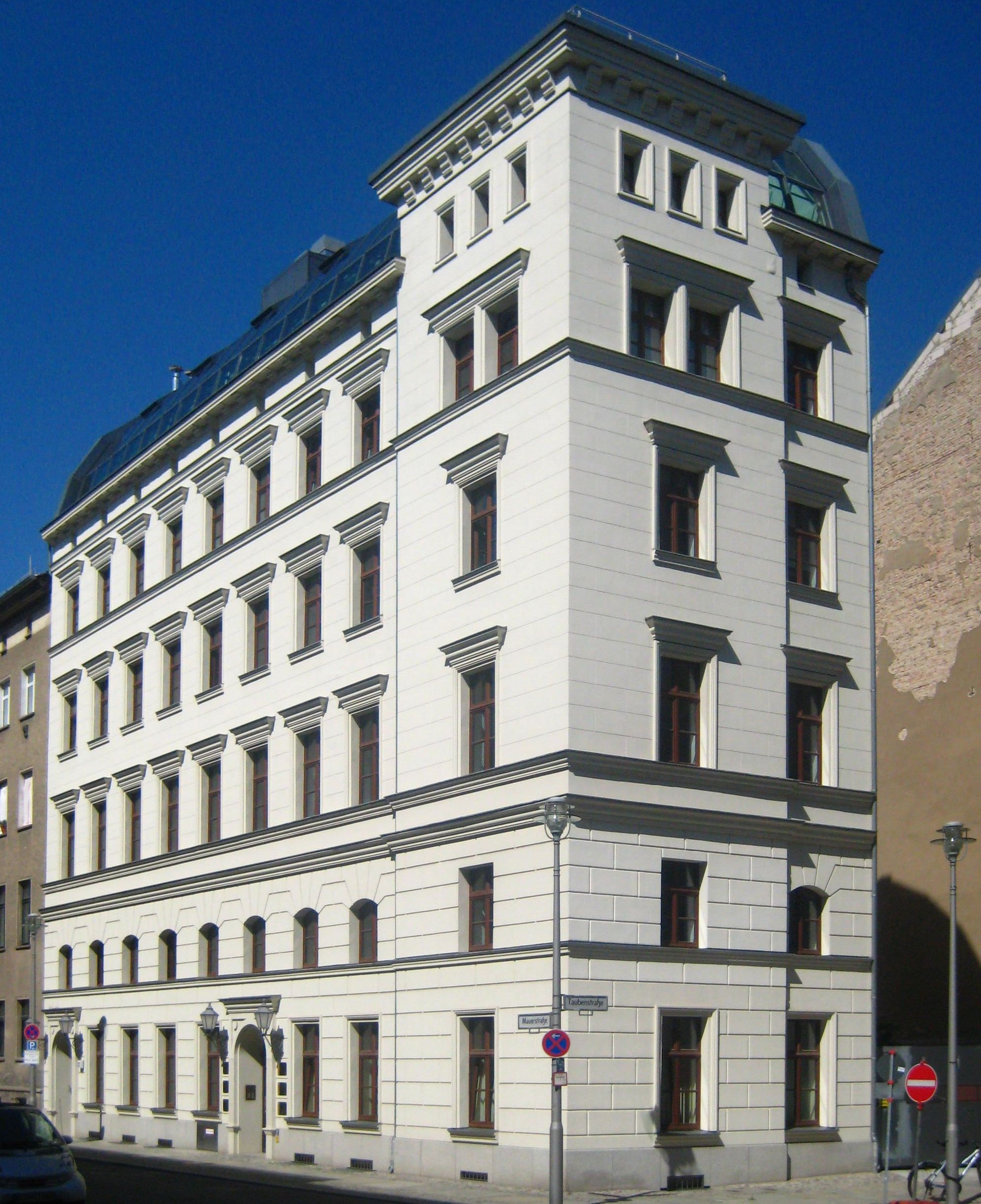
Mauerstraße 22
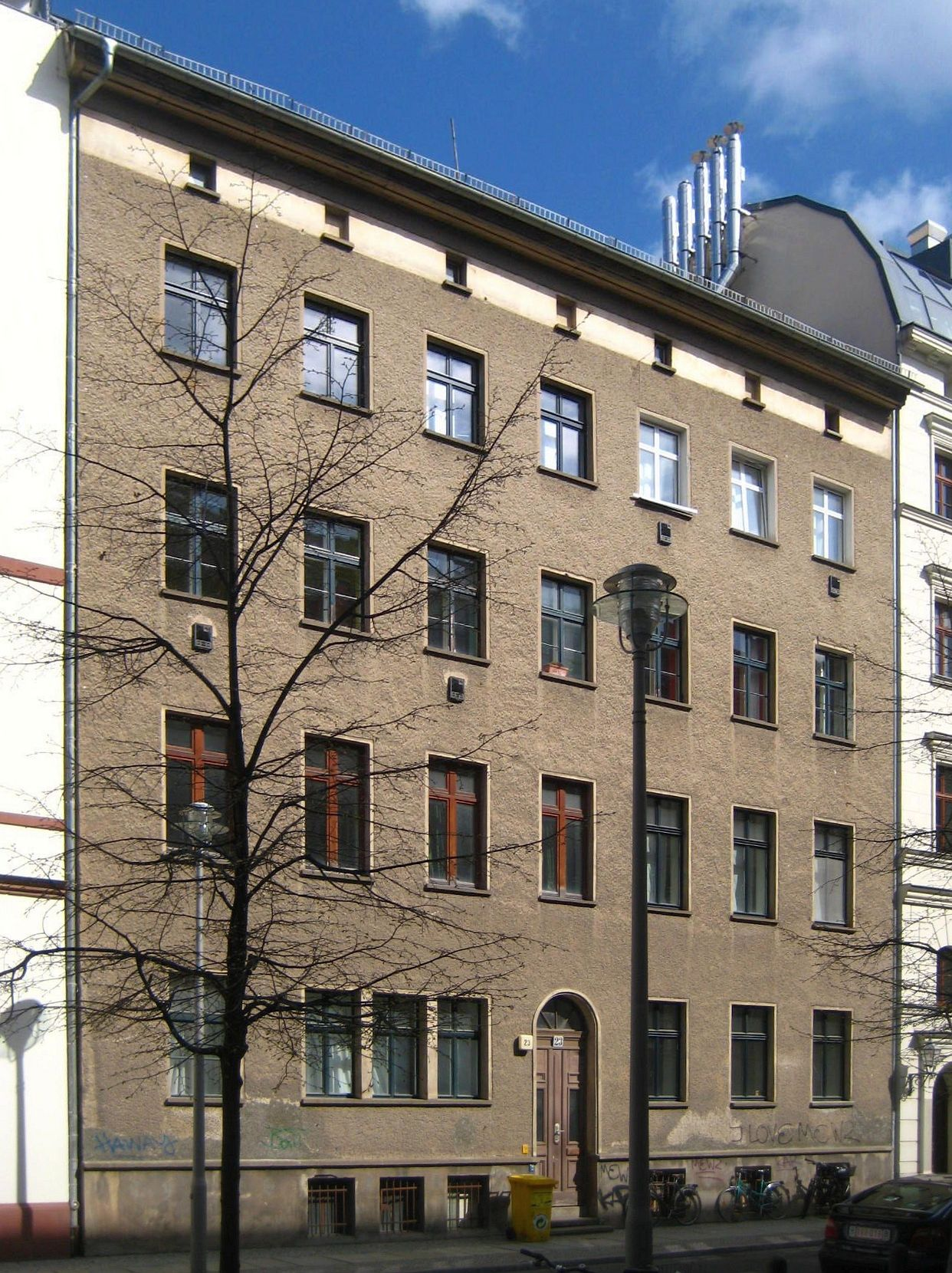
Mauerstraße 23
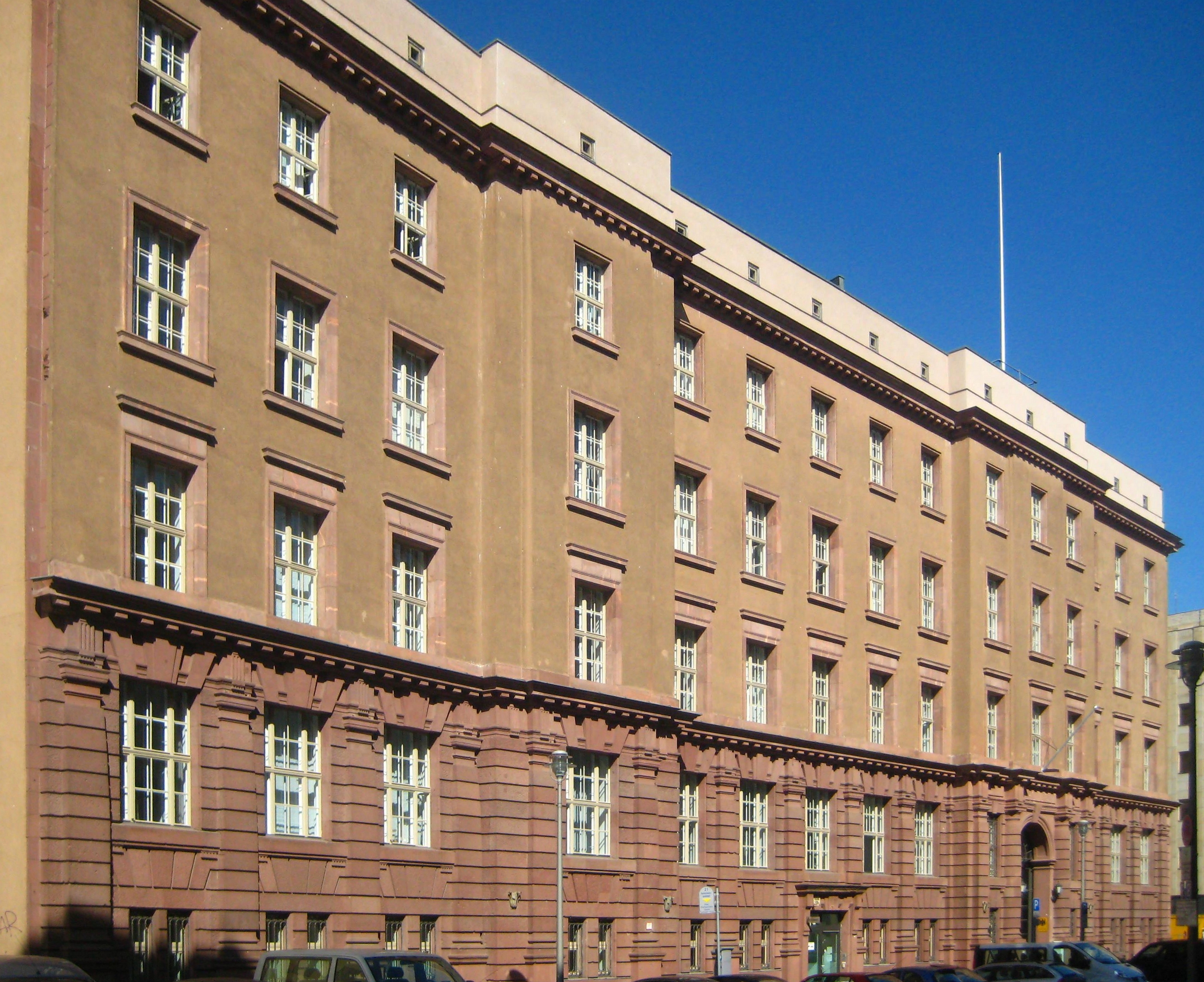
Mauerstraße 39–42
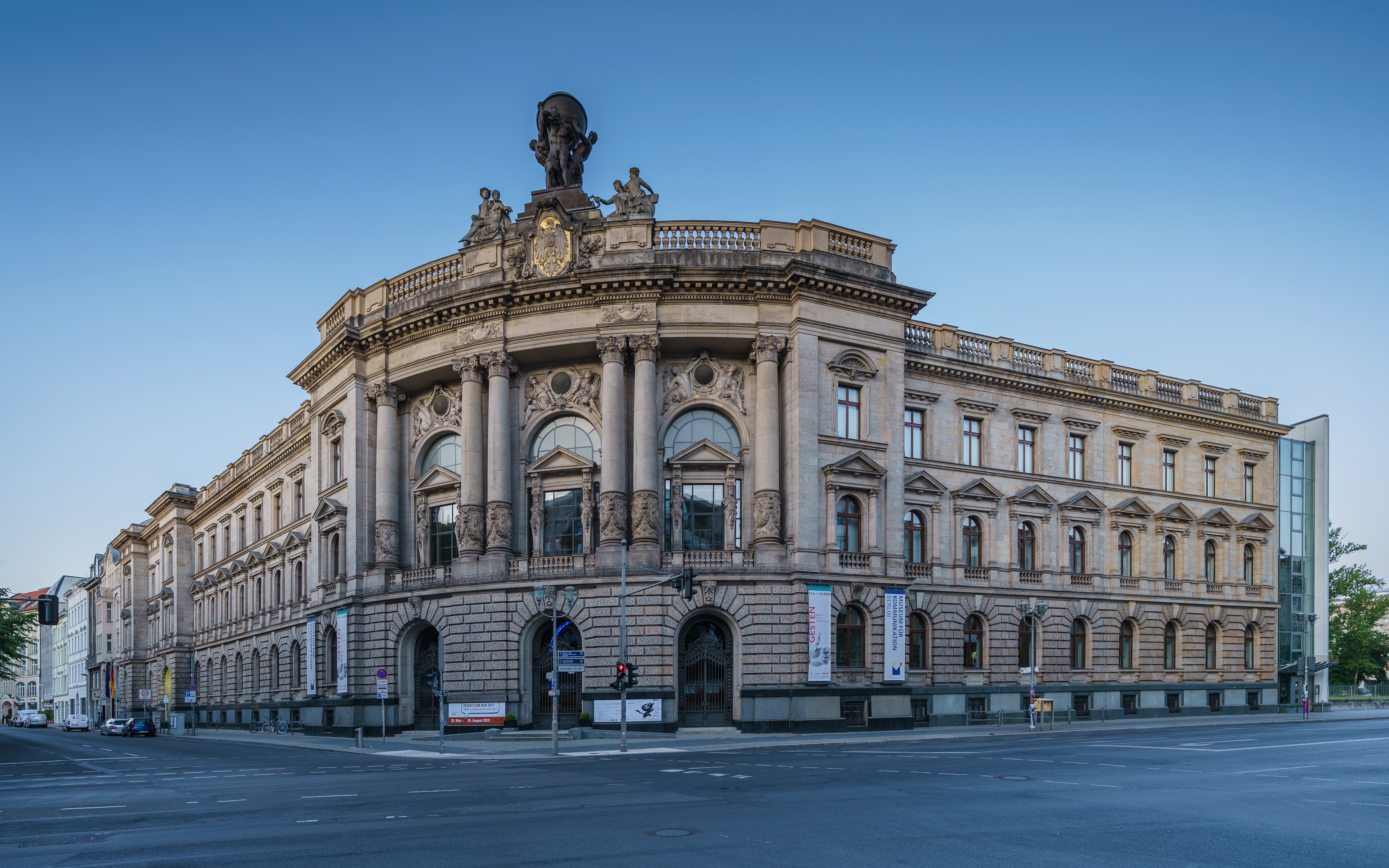
Postmuseum, Mauerstraße 69–75
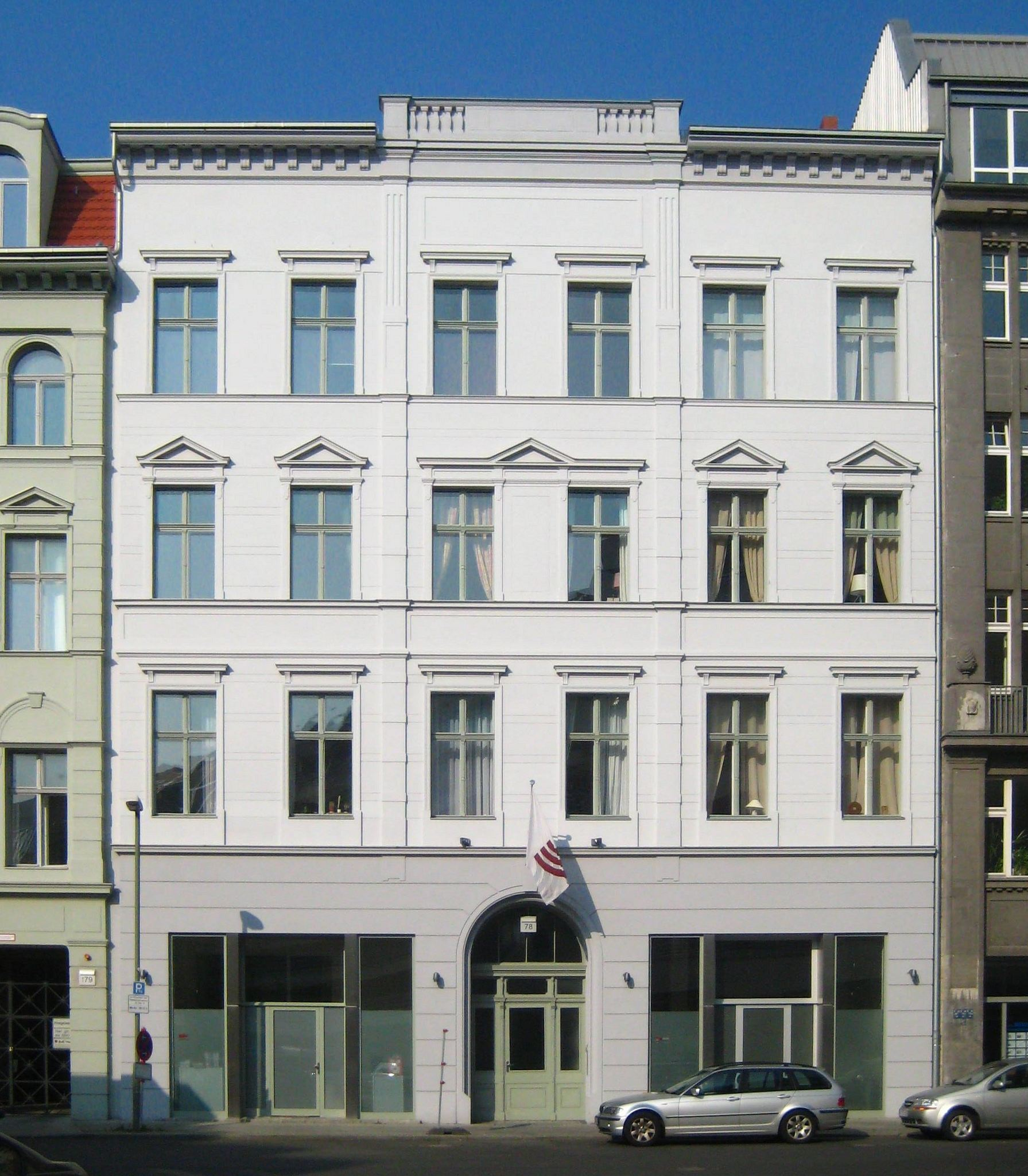
Mauerstraße 78/79
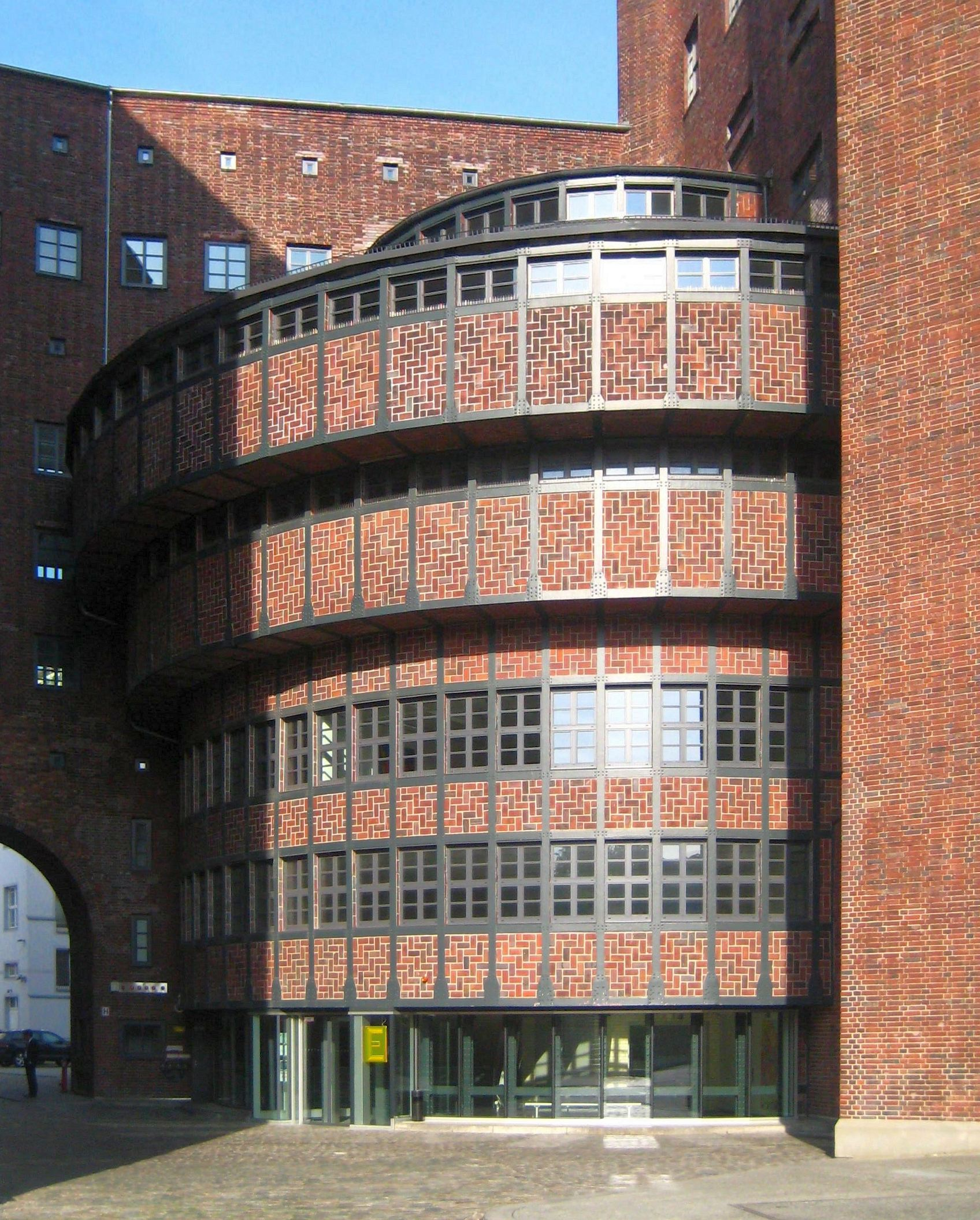
Umspannwerk Buchhändlerhof
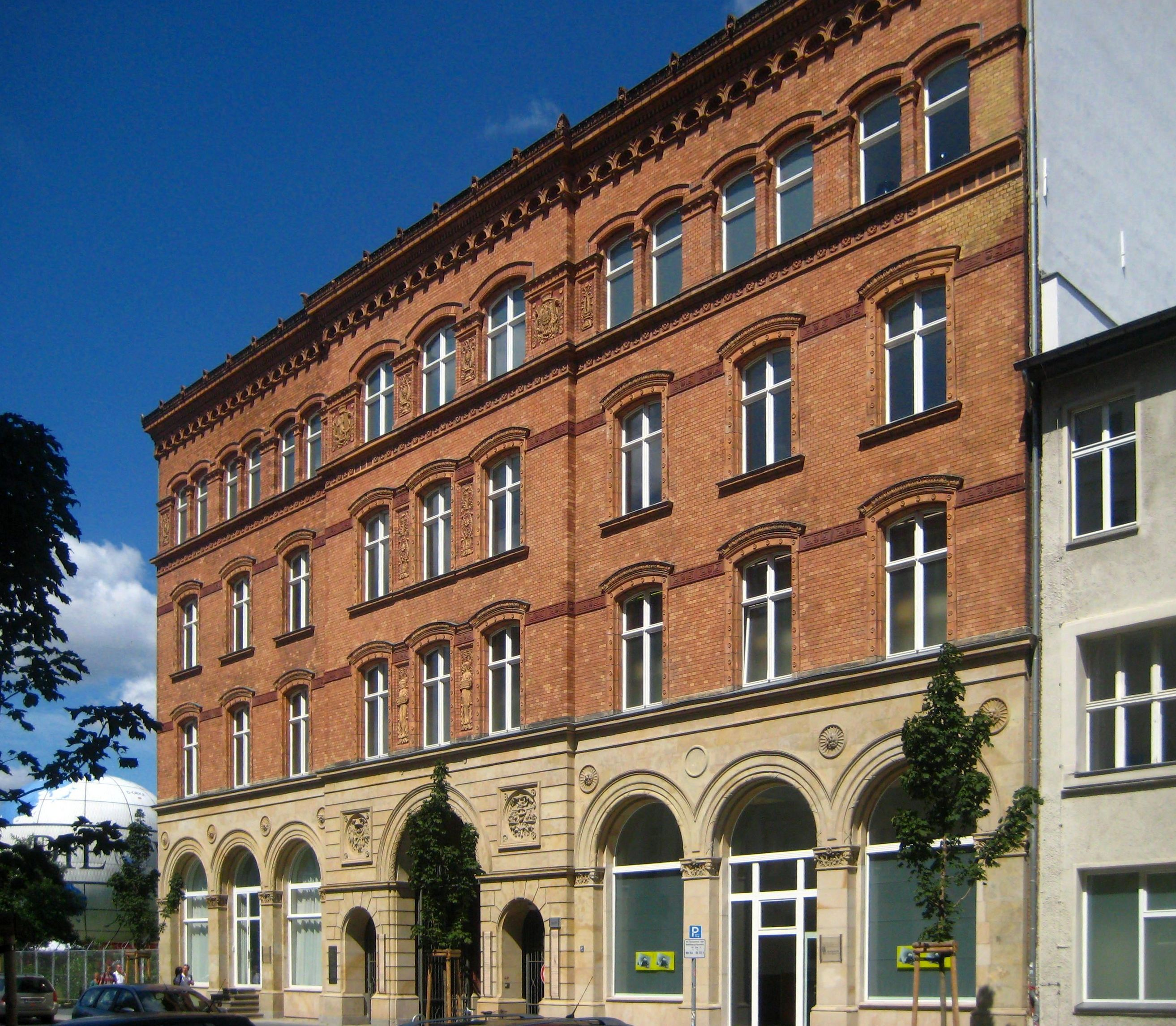
Markthalle III, Fassade zur Zimmerstraße
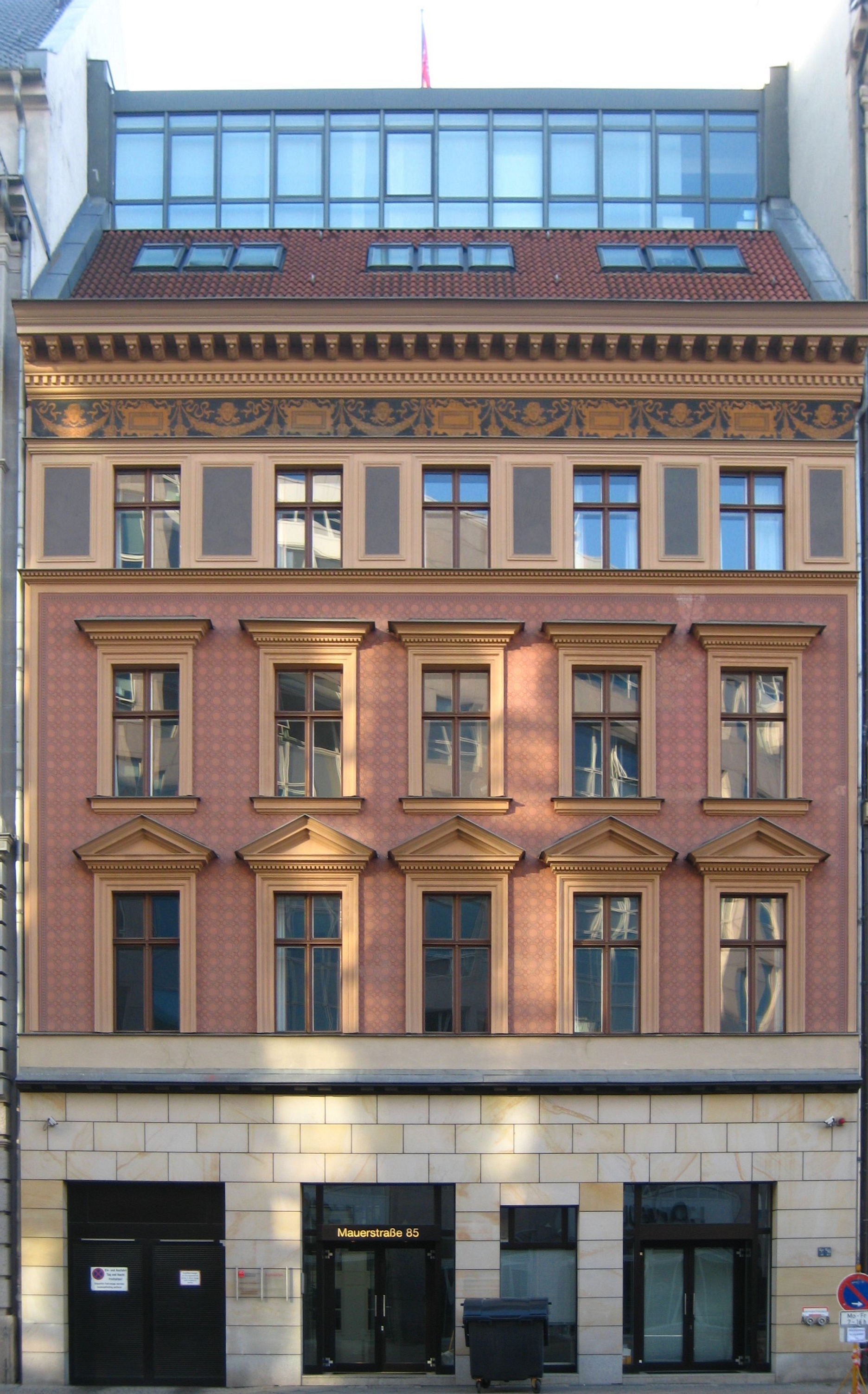
Mauerstraße 85
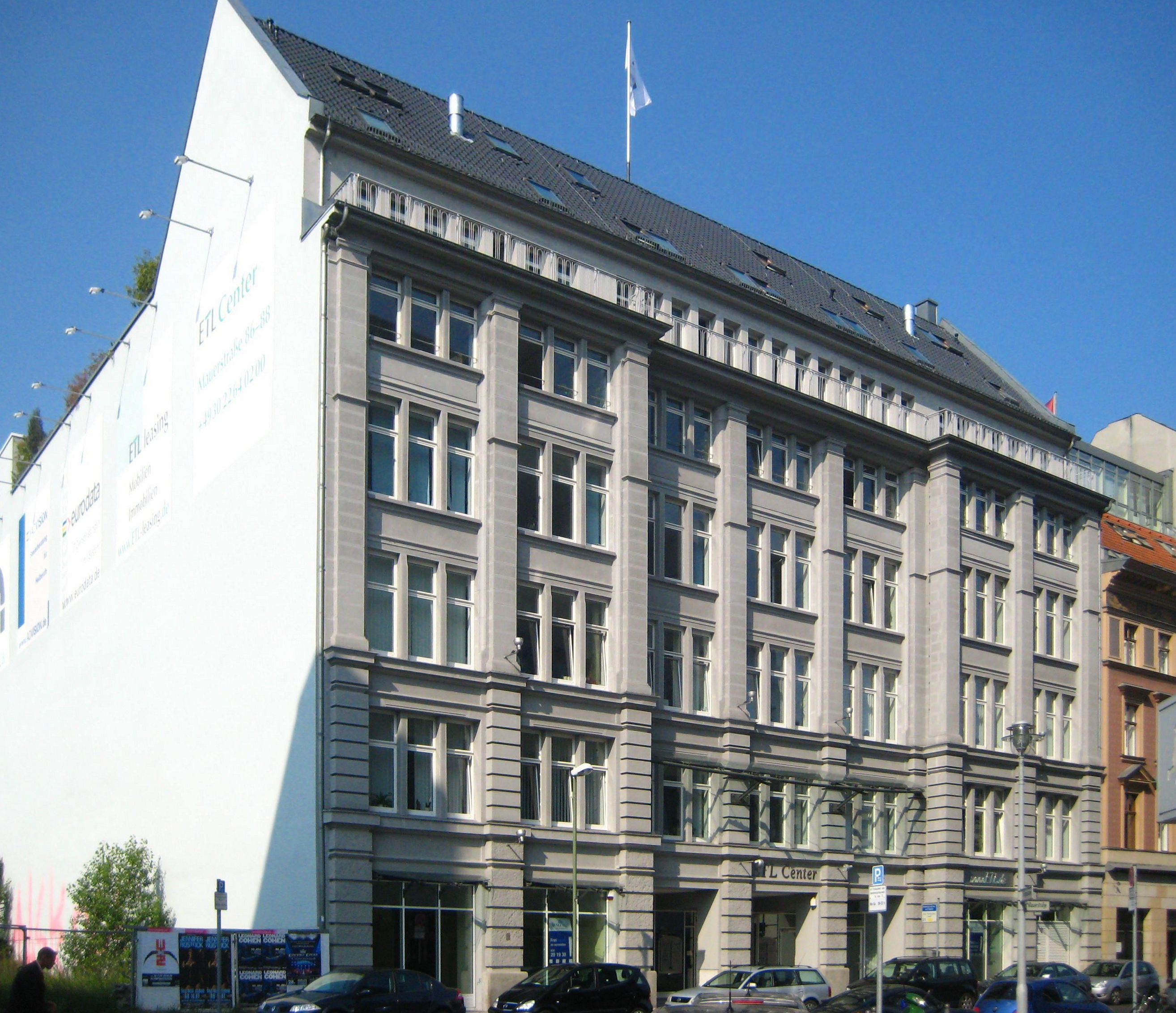
Mauerstraße 86–88

## Bekannte Bewohner
- Mauerstraße 34: Achim von Arnim (von 1808 bis 1811), Clemens Brentano (von 1809 bis 1811), Karl Philipp Heinrich Pistor
- Mauerstraße 36: Rahel Varnhagen von Ense (von 1827 bis 1833), ihr Ehemann Karl August Varnhagen von Ense, die Familie Gans zu Putlitz im 19. Jahrhundert, Paul von Schwabach (von 1896 bis etwa 1913)
- Mauerstraße 51: Heinrich Heine (1822)
- Mauerstraße 53: Heinrich von Kleist (von 1810 bis 1811)